# Любовь Мёрфи
«Любовь Мерфи» (англ. Murphy's Romance) — кинофильм режиссёра Мартина Ритта с Салли Филд.

## Сюжет
Салли Филд играет Эмму Мориарти, разведённую мать, которая переезжает в маленький сельский городок в Аризоне, чтобы зарабатывать на жизнь дрессировкой и осмотром лошадей. Она начинает дружить с городским аптекарем — Морфи Джонсом и всё идёт хорошо пока не появляется её бывший муж, с которым у неё их общий 12-летний сын Джейк.

## В ролях
- Салли Филд — Эмма Мориарти
- Джеймс Гарнер — Морфи Джонс
- Брайан Кервин — Бобби Джек Мориарти
- Кори Хэйм — Джейк Мориарти
- Джорганн Джонсон — Маргарет
- Деннис Бёркли — Фриман Коверли
- Дорта Дакуорт — Бесси

## Награды
Список наград и номинаций приведён в соответствии с данными IMDb
| Год  | Событие          | Награда                                                  | Результат |
| ---- | ---------------- | -------------------------------------------------------- | --------- |
| 1986 | «Оскар»          | Лучшая мужская роль (Джеймс Гарнер)                      | Номинация |
| 1986 | «Оскар»          | Лучшая работа оператора (Уильям Фрейкер)                 | Номинация |
| 1986 | «Золотой глобус» | Лучшая мужская роль (комедия или мюзикл) (Джеймс Гарнер) | Номинация |
| 1986 | «Золотой глобус» | Лучшая женская роль (комедия или мюзикл) (Сэлли Филд)    | Номинация |